# Cień (film 1956)
Cień – polski film sensacyjno-wojenny z 1956 roku w reżyserii Jerzego Kawalerowicza, zrealizowany na podstawie opowiadania pod tym samym tytułem pióra Aleksandra Ścibora-Rylskiego, który był także autorem scenariusza. Zdjęcia kręcono w Bytomiu, Niemczy, Jordanowie Śląskim, Mysłowicach i Gliwicach.

## Fabuła
Jadąca samochodem para zauważa mężczyznę wyskakującego z pędzącego pociągu. Starają się go uratować, jednak zmasakrowany człowiek umiera w szpitalu. Spotkanie ludzi zamieszanych w sprawę staje się początkiem wspomnień tragicznych wydarzeń z II wojny światowej, okresu tuż po wojnie i niedawnych. Okazuje się, że wszystkie zdarzenia łączy jedna osoba. Doktor Knyszyn opowiada historię o tym, jak podczas okupacji w Warszawie z niewiadomych powodów doszło do krwawego starcia dwóch komunistycznych grup bojowych. Potem kapitan Korpusu Bezpieczeństwa Wewnętrznego wspomina, jak w 1946 r. na Lubelszczyźnie, gdy rozpracowywał oddział NSZ „Malutkiego”, wydany przez swego towarzysza, musiał w decydującym momencie zdetonować granaty trzymane w kieszeniach spodni. Dopiero trzecie zdarzenie podsuwa pewne rozwiązanie zagadki. Młody chłopak zatrzymany na stacji z cudzą marynarką twierdzi, że należała ona do człowieka, który wyskoczył z pociągu i się zabił. Chłopak rozpoznał go bowiem jako organizatora sabotażu w jednej z kopalń śląskich. Okazało się, że właściciel warsztatu z pierwszej opowieści, gdzie spotykali się bojowcy, działacz partyjny rekomendujący zdrajcę z drugiej opowieści oraz sabotażysta z kopalni to ta sama osoba – Biskupik, tytułowy „Cień”.

## Obsada
- Ignacy Machowski – Biskupik „Cień”
- Adolf Chronicki – Karbowski, kapitan KBW
- Zygmunt Kęstowicz – lekarz Knyszyn
- Tadeusz Kalinowski – sanitariusz w szpitalu w Jaworowie
- Bohdan Ejmont – plutonowy MO
- Marian Łącz – Stefan
- Barbara Połomska – przyjaciółka Stefana
- Tadeusz Jurasz – Mikuła, chłopak z pociągu
- Bolesław Płotnicki – kolejarz
- Wiesław Kowalczyk – kolejarz
- Jarema Stępowski – tramwajarz Mirek, członek organizacji podziemnej
- Roman Kłosowski – Witold, członek organizacji podziemnej
- Zbigniew Skowroński – Łuszczak, członek organizacji podziemnej
- Wiktor Grotowicz – Peler, członek organizacji podziemnej
- Stanisław Mikulski – „Blondyn”, członek organizacji podziemnej
- Wiesław Gołas – członek organizacji podziemnej
- Maria Chwalibóg – panna Jasia
- Anna Chodakowska – kasjerka lichwiarza Cibulki
- Józef Pilarski – akordeonista
- Antoni Jurasz – porucznik WP Antoni
- Emil Karewicz – Jasiczka, żołnierz zdrajca
- Władysław Głąbik – robotnik Andrusikiewicz
- Zdzisław Szymański – chłop z ręką na temblaku
- Halina Przybylska – chłopka
- Janusz Strachocki – Wiślicki
- Zygmunt Zintel – woźnica
- Witold Pyrkosz – „Malutki”, dowódca oddziału NSZ
- Henryk Hunko – Batory, członek oddziału „Malutkiego”
- Zygmunt Listkiewicz – członek oddziału „Malutkiego”
- Mieczysław Łoza – członek oddziału „Malutkiego”
- Eliasz Kuziemski – żołnierz patrolu z oddziału „Malutkiego”
- Stefan Rydel – żołnierz patrolu z oddziału „Malutkiego”
- Tadeusz Kosudarski – Kubas, pracownik rzeźni, członek szajki
- Ilona Stawińska – praczka Tekla
- Ferdynand Matysik – brat Tekli, członek szajki
- Czesław Piaskowski – pijak w knajpie
- Eugeniusz Fulde – pijak w knajpie

## Nagrody

### Zdobyte
- 1957: Syrenka Warszawska (nagroda Klubu Krytyki Filmowej SDP), w kategorii filmu fabularnego za rok 1956: Jerzy Kawalerowicz, reżyser

### Nominacje
- 1956: Międzynarodowy Festiwal Filmowy w Cannes, Złota Palma (nominacja), Jerzy Kawalerowicz
- 1957: Nagroda BAFTA (nominacja), Najlepszy film obcojęzyczny (Polska)